# Bronsil Castle
Bronsil Castle är ett slott i Storbritannien.   Det ligger i grevskapet Herefordshire och riksdelen England, i den södra delen av landet, 160 km väster om huvudstaden London. Bronsil Castle ligger 123 meter över havet.
Terrängen runt Bronsil Castle är huvudsakligen platt, men norrut är den kuperad. Runt Bronsil Castle är det ganska tätbefolkat, med 144 invånare per kvadratkilometer. Närmaste större samhälle är Great Malvern, 9,2 km norr om Bronsil Castle. Trakten runt Bronsil Castle består till största delen av jordbruksmark.